# Haus Zogu

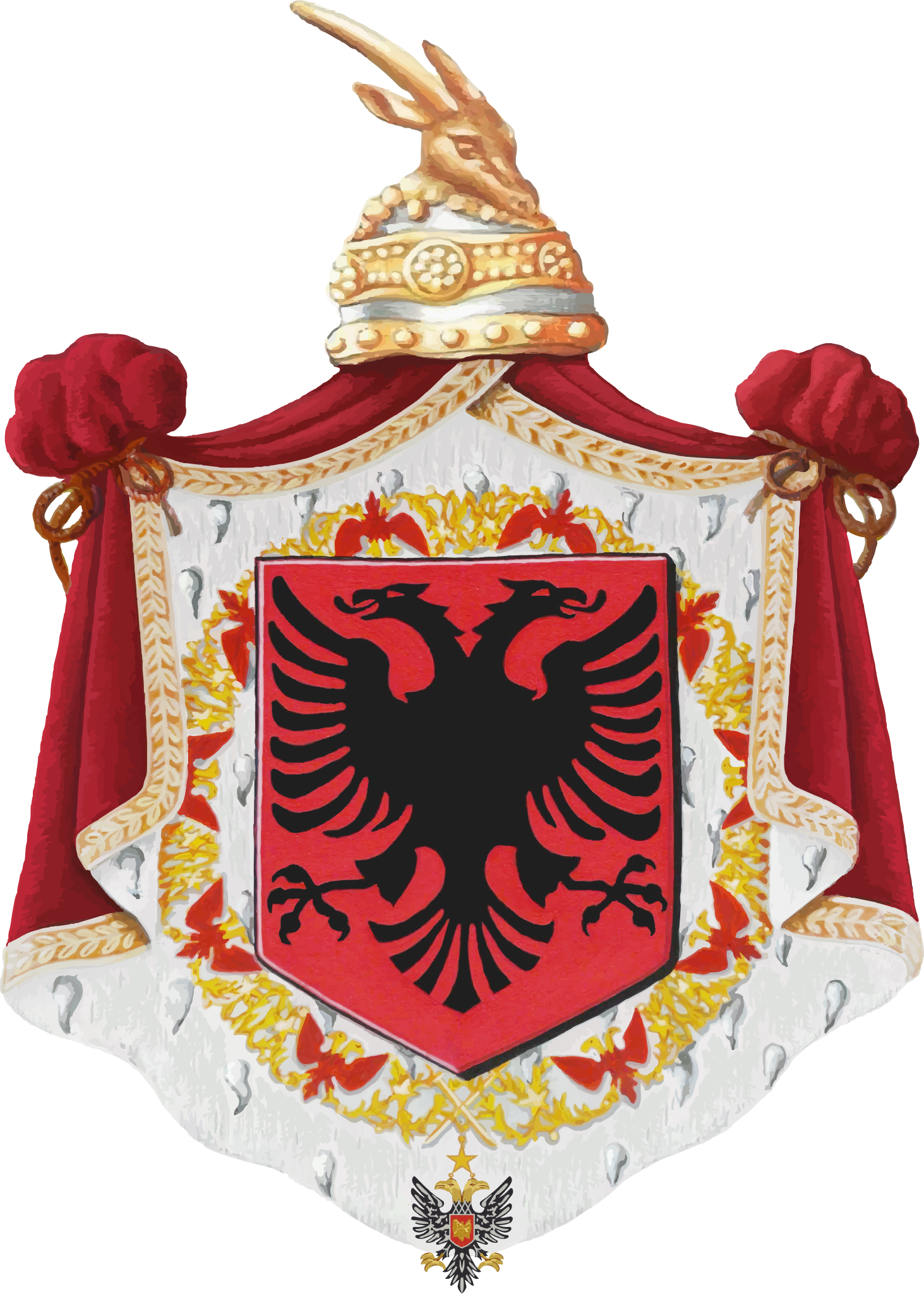
Wappen des Hauses Zogu

Das Haus Zogu oder Zogolli (albanisch Fisi i Zogollëve) ist eine albanische Dynastie, die seit dem 15. Jahrhundert existiert. Die Familie stellte im Königreich Albanien den einzigen Monarchen, Zog von Albanien (1928–1939). Die Titel des Oberhauptes sind König aller Albaner, Erblicher Gouverneur von Mati und Prinz des Kosovo.
Seit 1935 gibt es in der albanischen Hauptstadt Tirana das Mausoleum der albanischen Königsfamilie, welches zunächst für die Königinmutter Sadije Toptani geschaffen wurde.

## Geschichte
Die Dynastie wurde von Zogu Pascha gegründet, der im späten 15. Jahrhundert nach Mat im heutigen Albanien migrierte und vom osmanischen Sultan zum Gouverneur von Mati ernannt wurde. Die Position des Gouverneurs war erblich unter dem Zogu-Clan. Der Stammsitz der Zogu war das Kulla in Burgajet.
Das berühmteste Mitglied der Dynastie ist Zog I., Skanderbeg III., der am 1. September 1928 zum König aller Albaner gekrönt wurde. Zuvor änderte er seinen Nachnamen 1922 von Zogolli (von türkisch Zogoğlu) in Zogu. Er regierte bis zum italienischen Einmarsch 1939, als er durch Viktor Emanuel III. von Italien abgesetzt wurde. Viktor Emmanuel nahm sofort den albanischen Thron an. König Zogus Sohn war Leka, Kronprinz von Albanien, bekannt als König Leka I.
Das derzeitige Familienoberhaupt der Dynastie ist Prinz Leka von Albanien, der Sohn von Leka, Kronprinz von Albanien (gestorben 2011). Prinz Leka hat noch keine Söhne und ist der einzige lebende Nachkomme von König Zogu. Der derzeitige Heir Presumptive von Prinz Leka ist Skënder Zogu (* 1933), sein Cousin ersten Grades und Nachkomme von König Zogus älterem Halbbruder. Außer Leka und Skënder Zogu gibt es folgende männliche noch lebende Mitglieder der Zogu-Dynastie oder deren Nachkommen, die Erbe werden könnten:
- Xhelal Pascha Zogolli
- Xhemal Pascha Zogolli (1860–1911)
  - Xhelal Bey Zogu (1881–1944)
    - Skënder Zogu (* 1933)
    - Mirgin Zogu (* 1937)
      - Alexandre Zogu (* 1963)
      - Michel Zogu (* 1966)

  -  König Zog (1895–1961)
    - Leka Zogu (1939–2011)
      - Leka Anwar Zogu Reza (* 1982)